# Nof HaGalil
Nof HaGalil (en hebreo: נוֹף הַגָּלִיל‎; en árabe: نوف هچليل‎), más conocida internacionalmente como Nazaret Illit (su cambio de nombre se efectuó recientemente), es una ciudad y capital del Distrito Norte de Israel en la Baja Galilea. Situada a unos 500 m de altitud, es una de las pocas ciudades en Israel en donde nieva cada invierno. En 2017 tenía una población de 40 596 habitantes.
La ciudad fue fundada en el año 1954 como Nazaret Illit, según la visión e instrucciones de David Ben-Gurión, entonces primer ministro de Israel, como la contraparte judía de la ciudad árabe de Nazaret. En 1956 llegaron los primeros habitantes a esta nueva ciudad. En 2019 su nombre fue cambiado a Nof HaGalil a raíz de un plebiscito en el que el 80 % de los votantes aprobó el cambio.
La ciudad se encuentra ubicada en vecindad a la antigua Nazaret en la Baja Galilea, a una distancia de 30 km al oeste de la ciudad de Tiberíades. Dista 110 km de Tel Aviv y 165 km de Jerusalén.

## Demografía

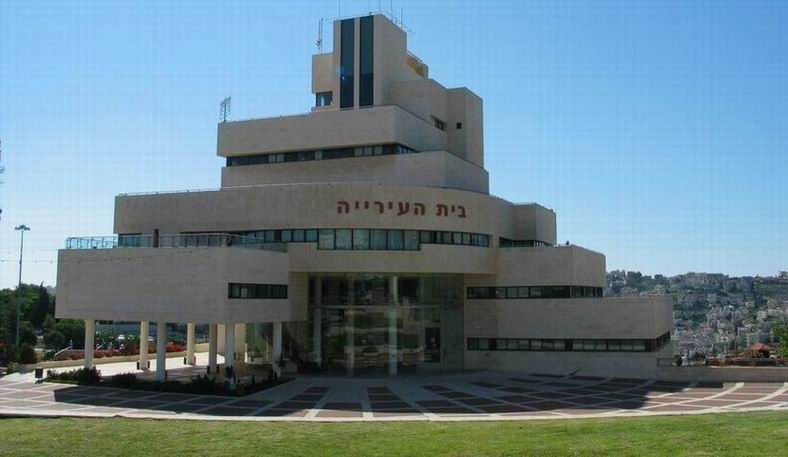
Ayuntamiento de Nof HaGalil

De acuerdo a los datos del censo de la Oficina Central de Estadísticas de Israel (CBS), en el año 2015 vivían en la ciudad unas 40 198 personas en Natzrat Illit con un crecimiento anual del -0,3 %. La composición étnica y religiosa de la ciudad era 64.4 % judía, 14.4 % cristianos, 7.2 % musulmanes y 14 % otros. En la década de 1990, Natzrat Illit fue la ciudad con más rápido desarrollo en el país, con una tasa de crecimiento de casi el 70 por ciento. Entre los recién llegados se incluyen inmigrantes de la antigua Unión Soviética y Sudamérica, así como parejas jóvenes de otras áreas de Israel. En el año 2012, el 17 por ciento de los 40 000 residentes de la ciudad tenían al árabe como su lengua materna.
| Gráfica de población. 1961-2006  |
|                                  |
| División menor: 1000 habitantes. |

## Economía

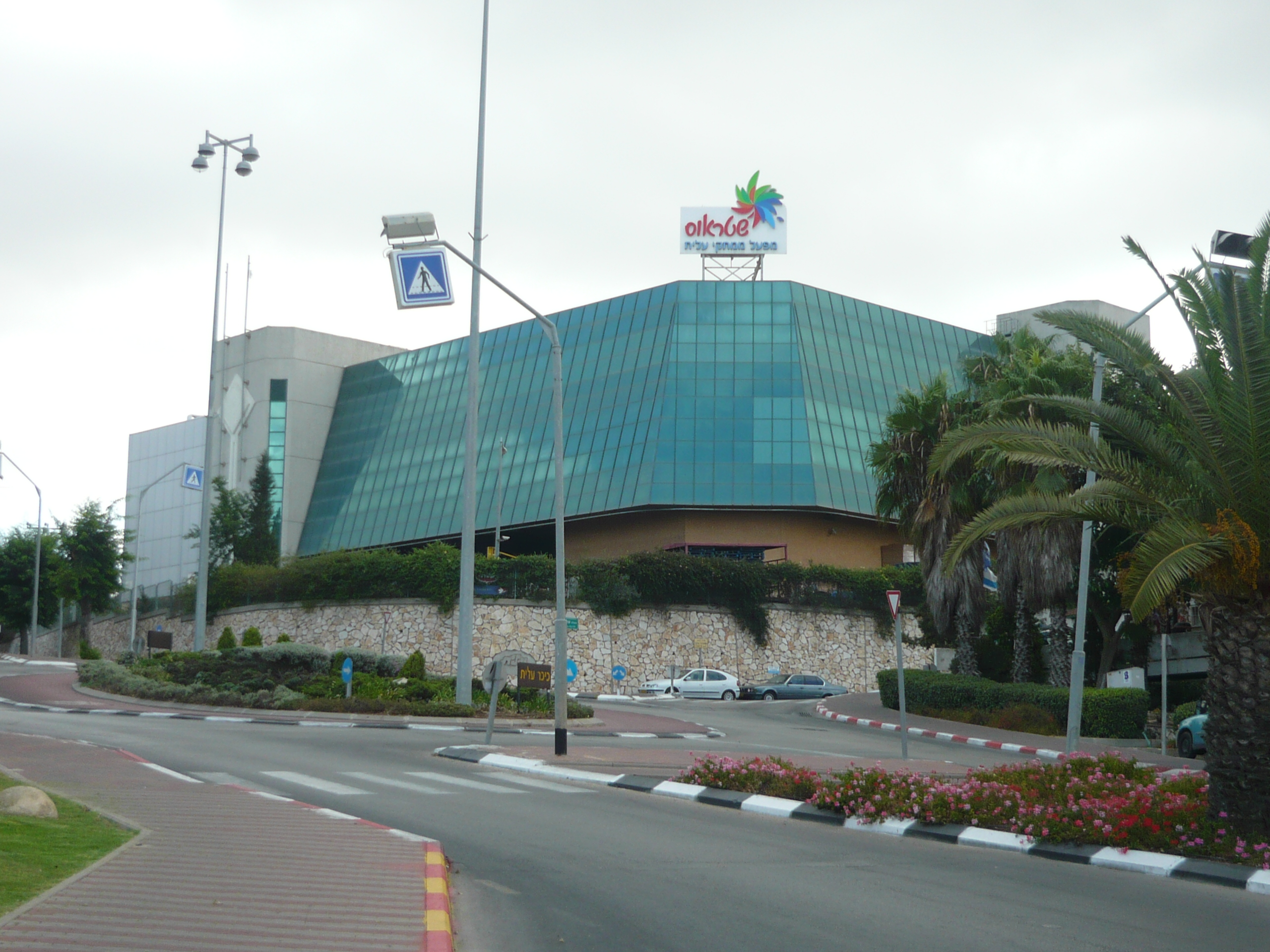
Fábrica del Grupo Strauss en Nof HaGalil

Nof HaGalil es un centro industrial, comercial y de servicio del distrito de Galilea que brinda sus servicios a poblaciones aledañas. La industria ofrece una infraestructura importante, no solo por el volumen que ocupa en la economía de la ciudad sino también por su ubicación en las proximidades de zonas residenciales. Nof HaGalil posee unas cinco zonas industriales: las zonas industriales A, B y C, zona industrial de Har Yona y la zona industrial al norte de la ciudad. Un centenar de fábricas diferentes se operan en estas zonas industriales.  En la ciudad se encuentra la famosa fábrica de chocolates Elite-Strauss que emplea a unas 600 personas.
El "Nazaret 2000" preparado con motivo de la visita del papa Juan Pablo II, cerca de Nazaret, mejoró la infraestructura turística en la región con la llegada de turistas cristianos.

## Educación
La ciudad tiene una gran variedad de estructuras preescolares, cubriendo todo un espectro de opciones religiosas y no religiosas. Hay 12 escuelas primarias, que incluyen una escuela estatal-religiosa y una escuela Habad, dos escuelas intermedias y dos escuelas secundarias. El sistema educativo religioso se está expandiendo, con una nueva escuela para niños y niñas. Además, el Yeshivat Hesder de Ma'alot, que combina el servicio militar con años de aprendizaje en la Yeshiva, ha abierto una sucursal en Nof HaGalil. Otras opciones para los estudiantes religiosos de secundaria incluyen la Escuela Habad en Nof HaGalil, o conmutando a Afula cercano o Migdal HaEmek. La ciudad tiene un cálido y servicial Garin Torani, que entre otros objetivos, ha fijado sus objetivos de mejorar los marcos educativos religiosos dentro de la ciudad y que crece cada año.
Nof HaGalil también tiene un colegio regional, que sirve como una Escuela de Ingeniería para el área. Hay una gran variedad de actividades después de clases y clases disponibles para los jóvenes.

## Transporte
La ciudad cuenta tanto con servicios internos como entre ciudades. 

## Hermanamientos
- San Miguel de Tucumán, Argentina
- Leverkusen, Alemania
- Klagenfurt, Austria
- Alba Iulia, Rumania
- Chernivtsi, Ucrania
- Kikinda, Serbia
- Saint-Étienne, Francia
- Győr, Hungría